# Ascographa hederae
Ascographa hederae är en svampart som beskrevs av Josef Velenovský 1934. Ascographa hederae ingår i släktet Ascographa, ordningen disksvampar, klassen Leotiomycetes, divisionen sporsäcksvampar och riket svampar.   Inga underarter finns listade i Catalogue of Life.